# Neobomolochus
Neobomolochus is een geslacht van eenoogkreeftjes uit de familie van de Bomolochidae. De wetenschappelijke naam van het geslacht is voor het eerst geldig gepubliceerd in 1981 door Cressey.

## Soorten
- Neobomolochus elongatus Cressey, 1981